# Trinidad Núñez Domínguez
Trinidad Núñez Domínguez (Sevilla, 4 de diciembre de 1961) es una psicóloga, investigadora y docente española, especializada en psicología social y en la relación entre los medios de comunicación y el género. Doctora en Psicología, es profesora titular en la Facultad de Comunicación en la Universidad de Sevilla e imparte docencia en la Escuela Superior de Ingeniería de Edificación (Máster en Prevención de riesgos laborales en la construcción). 

## Biografía
Núñez Domínguez es Doctora en Psicología y docente en diversos niveles educativos. Es profesora titular en la Universidad de Sevilla en la Facultad de Comunicación.Igualmente imparte docencia en la Escuela Superior de Ingeniería de Edificación (Máster en Prevención de riesgos laborales en la construcción). Gran parte de su investigación se centra en la interacción entre los medios de comunicación y el género. 
En el año 2013 obtuvo los Premios Meridiana de la Junta de Andalucía por su colaboración en iniciativas que promueven el valor de la igualdad en jóvenes, y el XX Carmen de Burgos a la divulgación feminista, que concede la Universidad de Málaga, por su artículo «El cine, un interventor social ante la violencia machista». En 2014 formó parte de la Mesa de Ordenación e Impulso del Sector Audiovisual en Andalucía, representando al Instituto Andaluz de la Mujer, y participó como asesora en la elaboración del Ante-Proyecto del Ley del Audiovisual en Andalucía. En 2015 obtuvo el Premio Mujer a su trayectoria personal y profesional, que concede el Ayuntamiento de Sevilla.
Realiza una continua labor de formación y divulgación y cuenta con un gran número de investigaciones y publicaciones, siempre incluyendo la perspectiva de género. Desde mayo de 2024 ejerce como presidenta de la Comisión de deontología y garantías del Colegio Profesional de Periodistas de Andalucía.

## Premios y reconocimientos
- 2015. Premio Mujer a su trayectoria personal y profesional, que concede el Ayuntamiento de Sevilla.[6]
- 2013. Premio Meridiana del Instituto Andaluz de la Mujer de la Junta de Andalucía por su colaboración en iniciativas que promueven el valor de la igualdad en jóvenes.[2]
- 2013. XX Premio Carmen de Burgos a la divulgación feminista que concede la Universidad de Málaga, por su artículo «El cine, un interventor social ante la violencia machista».

## Publicaciones
- Núñez Domínguez, Trinidad; May Silva Ortega, Ma. Teresa Vera Balanza (2012). Directoras de cine español: ayer, hoy y mañana, mostrando talentos. Sevilla: Fundación Audiovisual de Andalucía: RTVA, Radio y Televisión de Andalucía: Secretariado de Publicaciones de la Universidad de Sevilla. ISBN 9788447214686.
- Núñez Domínguez, Trinidad; Felicidad Loscertales Abril (2004). Andaluzas de hoy: mujeres que abren caminos en la comunicación. Córdoba: Diputación de Córdoba. ISBN 9788481540840.
- Núñez Domínguez, Trinidad; Carmen Peceño Capilla (2004). Andaluzas de mañana: aspiraciones, expectativas y valores de las universitarias andaluzas. [Córdoba: Diputación de Córdoba. ISBN 9788481540895.
- Estebaranz García, Araceli; Trinidad Núñez Domínguez (2010). Aprender de otras mujeres andaluzas el camino de la igualdad. [Sevilla: Instituto Andaluz de la Mujer. ISBN 9788469326626.
- Núñez Domínguez, Trinidad (2011). Cine y violencia contra las mujeres reflexiones y materiales para la intervención social. [Madrid: Centro de Estudios, Investigación e Historia de Mujeres "8 de Marzo", Observatorio "Mujer Trabajo y Sociedad". ISBN 9788497214476.
- Cabero Almenara, Julio; Felicidad Loscertales (1998). Cómo nos ven los demás?: la imagen del profesor y la enseñanza en los medios de comunicación social. Sevilla: Universidad de Sevilla. ISBN 9788447203901.
- González Galiana, Rafael; Trinidad Núñez Domínguez (2000). ¿Cómo se ven las mujeres en televisión?: análisis de los estereotipos que distorsionan su imagen social en los informativos no diarios de televisión, y propuestas de acción positiva para su eliminación. Sevilla: Padilla Libros. ISBN 9788484340256.
- Loscertales Abril, Felicidad; Trinidad Núñez Domínguez, Silverio Barriga (2001). Comunicación y habilidades sociales para la intervención en grupos. [Sevilla: Universidad de Sevilla. ISBN 9788495454560.
- Núñez Domínguez, Trinidad; Felicidad Loscertales Abril (2003). El Grupo y su eficacia: técnicas al servicio de la dirección y coordinación de grupos. Barcelona: EUB. ISBN 9788483120101.
- Loscertales Abril, Felicidad; Trinidad Núñez Domínguez (2009). Familias y medios de comunicación: propuestas para un consumo responsable y evitar la adicción. Alcalá de Guadaira (Sevilla): MAD. ISBN 9788467622232.
- Loscertales Abril, Felicidad; Ascensión Gómez Garrido, Mercedes Loscertales Abril, Trinidad Núñez Domínguez (1999). La comunicación con el enfermo: un instrumento al servicio de los profesionales de salud. [Salobreña, Granada]: Editorial Alhulia. ISBN 9788495136213.
- Noguero i Grau, Antoni; Escola Superior de Relacions Públiques (1995). La Función social de las relaciones públicas: historia, teoría y marco legal. Barcelona: Escuela Superior de Relaciones Públicas. ISBN 9788489607163.
- Loscertales Abril, Felicidad; Trinidad Núñez Domínguez (2007). La mirada de las mujeres en la sociedad de la información. Madrid: Vision Net Siranda. ISBN 9788498217414.
- Cabero Almenara, Julio (1999). La prensa en la formación de docentes. Psicología y educación (1a. ed edición). Barcelona: EUB. ISBN 8483120240.
- Nuñez Domínguez, Trinidad; Felicidad Loscertales Abril, Instituto Andaluz de la Mujer (2009). Las Mujeres y los medios de comunicación: una mirada de veinte años (1989-2009). Sevilla: Instituto Andaluz de la Mujer. ISBN 9788469268940.
- Núñez Domínguez, Trinidad; Yolanda Troyano Rodríguez (2011). La Violencia machista en el cine: materiales para la intervención psico-social. Collado Villalba, Madrid: Delta Publicaciones. ISBN 9788492954391.
- Nombres de mujer en las calles de Sevilla. Felicidad Loscertales, Trinidad Núñez Domínguez, José Villa Rodríguez (eds.). Sevilla: Fundación El Monte: Universidad de Sevilla, Mujer y Gobierno Interior: Fundación El Monte. 2002. ISBN 8484550745.
- Loscertales, Felicidad (2001). Violencia en las aulas: el cine como espejo social. Biblioteca latinoamericana de educación (1. ed edición). Barcelona: Octaedro. ISBN 848063491X.